# Pteroptrix mexicana
Pteroptrix mexicana is een vliesvleugelig insect uit de familie Aphelinidae. De wetenschappelijke naam is voor het eerst geldig gepubliceerd in 2009 door Myartseva.